# Pak 40
7,5 cm Pak. 40, (Пак. 40) (официально полностью 7,5 cm Panzerjägerkanone 40) — немецкая 75-мм противотанковая пушка периода Второй мировой войны. Индекс «40» у данной пушки указывает на год создания проекта и начала опытных работ. Является второй немецкой пушкой (после 4,2 cm PaK. 41), принятой на вооружение под новым термином: «пушка охотников на танки» (нем. Panzerjägerkanone) — вместо «противотанковая пушка» (нем. Panzerabwehrkanone). В послевоенной литературе авторы при раскрытии аббревиатуры Pak. 40 используют оба термина.

## История создания

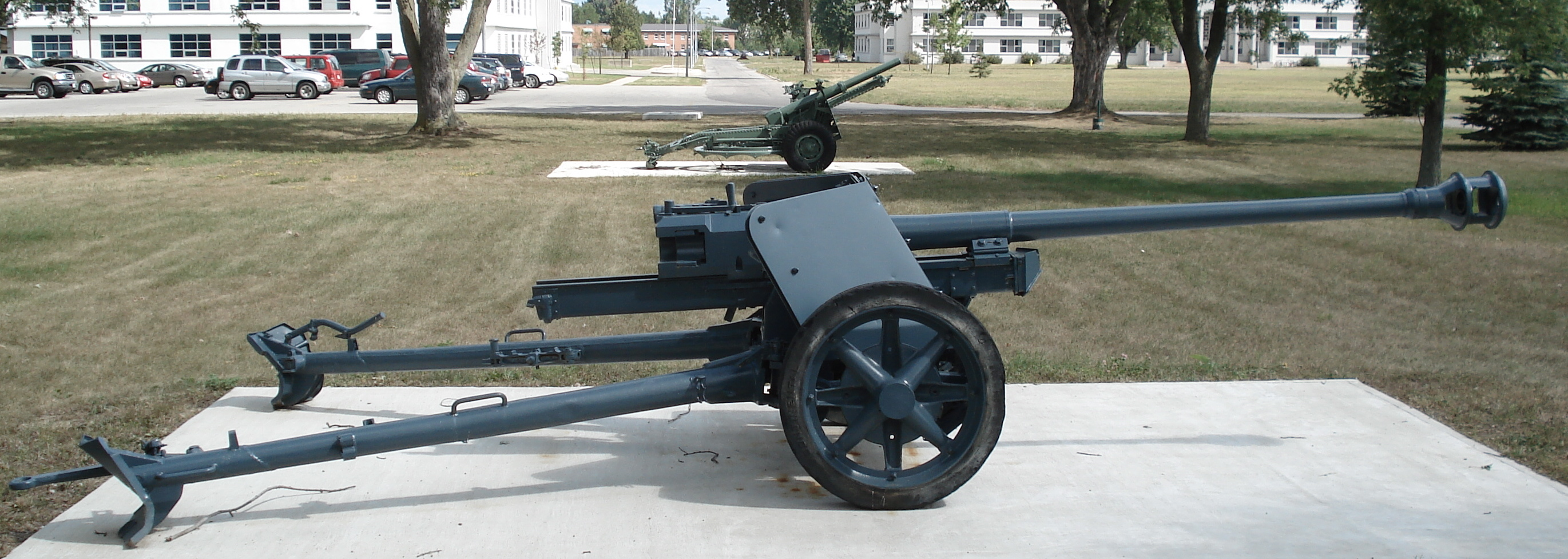
Немецкое 75-мм противотанковое орудие Pak. 40

Управление вооружений (нем. Heereswaffenamt, HWaA) в 1938-1939 годах выдало техническое задание на разработку перспективной противотанковой пушки 7,5 cm Panzerabwehrkanone 44 (7,5 cm Pak. 44) двум фирмам: «Рейнметалл» (Rheinmetall-Borsig A.G. — пушка 7,5 cm Pak. 44 Rh) и «Крупп» (Krupp A.G. — пушка 7,5 cm Pak. 44 Kp); индекс «44» указывал на перспективный год создания. Темпы создания изначально были невысокими: только в 1940 году были представлены нестреляющие прототипы орудий, из которых лучшим был признан рейнметалловский, позже (весной 1942 года) переименованный в 7,5 cm Pak. 40; крупповский образец в последующем вылился в создание 7,5 cm PaK. 41. Конструктивно Pak. 40 была немного увеличенной и упрочнённой Pak. 38, с которой её часто путают на фотографиях. По сравнению с уже принятой на вооружение вермахта 37-мм противотанковой пушкой 3,7 cm Pak, Pak. 40 получилась тяжёлой и не столь мобильной, требуя для транспортировки специализированного артиллерийского тягача, особенно на грунтах со слабой несущей способностью. Она не вписывалась в концепцию «блицкрига», и поэтому заказа на серийное производство в 1940 году не последовало. С другой стороны, бои во Франции с танками союзников S-35, B-1bis и «Матильда», которые имели противоснарядное бронирование, продемонстрировали необходимость орудия с характеристиками Pak. 40. Однако в последующих кампаниях вермахта в Югославии и на Крите целей, для которых могла бы понадобиться Pak. 40, не нашлось, и ставка была сделана на налаживание серийного производства пушки 5 cm Pak. 38, вопрос об организации серийного выпуска 75-мм противотанковой пушки был отложен на будущее.
Ситуация изменилась после нападения Германии на Советский Союз 22 июня 1941 года, когда пришлось столкнуться с новыми советскими танками Т-34 и КВ.
Во время Второй мировой войны вермахт активно использовал данное орудие на Восточном фронте.
С 1944 года расчёты орудий Pak. 40 имели возможность вести борьбу с тяжёлой бронетехникой в темноте на расстоянии до 400 метров, используя инфракрасные приборы ночного видения производства компании Allgemeine Electricitats-Gesellschaft.

## Боеприпасы

7,5-cm-PzGr. 39 в разрезе:
1. Донный взрыватель 5103, 2. Трассёр, 3. Ведущий поясок, 4. Разрывной заряд (desensibilisiert/träge), 5. Стальной корпус, 6. Бронебойный наконечник из мягкой стали, 7. Баллистический наконечник.

Для стрельбы использовались боеприпасы в виде унитарных патронов. Гильза цельнотянутая стальная латунированная либо без покрытия, индекс гильзы 6340 St.. Для помещения достаточно мощного метательного заряда использована длинная гильза с небольшой конусностью, из-за чего выстрелы получились длинными: около метра длиной. Номенклатура самих снарядов совпадала с танковой и штурмовой пушками 7,5 cm Kw.K. 40 и 7,5 cm Stu.H. 40, но к последним применили более короткие большего диаметра бутылочные гильзы, т. к. использование длинных снарядов от Pak. 40 было бы затруднено в тесном объёме боевых машин.

### 7,5 cm PzGr. Patr. 39 Pak. 40
Полное наименование снаряда: 7,5 cm Panzergranate 39
- Тип снаряда: бронебойно-трассирующий остроголовый с бронебойным и баллистическим наконечниками
- Начальная скорость: 792 м/с
- Масса снаряда: 6,80 кг
- Взрывчатое вещество: 18 г, гексоген/парафин
- Взрыватель: BdZ 5103
- Масса выстрела: 11,9 кг
- Длина гильзы: 716 мм
- Метательный заряд: 2,75 кг Digl. R.P. Gl, 35 г пламегасителя из сульфата калия
- Капсюльная втулка: ударная, модель C/12 nA или C/12 nA St.

### 7,5 cm PzGr. Patr. 40 Pak. 40
Полное наименование снаряда: 7,5 cm Panzergranate 40
- Тип снаряда: бронебойно-трассирующий подкалиберный
- Начальная скорость: 933 м/с
- Масса снаряда: 4,10 кг
- Взрывчатое вещество: нет
- Взрыватель: нет
- Масса выстрела: 8,8 кг
- Длина гильзы: 716 мм
- Метательный заряд: 2,70 кг, Digl. R.P. G1
- Капсюльная втулка: ударная, модель C/12 nA или C/12 nA St.

Из-за дефицита вольфрама выпуск подкалиберных снарядов был прекращен в 1944 г.

### 7,5 cm PzGr. Patr. 40 (W) Pak. 40
- Тип снаряда: бронебойно-трассирующий упрощённый (использован корпус от подкалиберного без сердечника)
- Начальная скорость:
- Масса снаряда: 4,10 кг
- Взрывчатое вещество: нет
- Взрыватель: нет
- Масса выстрела: 8,8 кг
- Длина гильзы: 716 мм
- Метательный заряд: 2,70 кг, Digl. R.P. G1
- Капсюльная втулка: ударная, модель C/12 nA или C/12 nA St.

### 7,5 cm Sprgr. Patr. 34 Pak. 40
Полное наименование снаряда: 7,5 cm Sprenggranate 34
- Тип снаряда: осколочно-фугасный
- Начальная скорость: 550 м/с
- Масса снаряда: 5,75 кг
- Взрывчатое вещество: тротил или аммотол 40/60
- Взрыватель: kl. A.Z. 23
- Масса выстрела: 9,1 кг
- Длина гильзы: 716 мм
- Метательный заряд: 0,78 кг, Gu. Bl. P.- A0
- Капсюльная втулка: ударная, модель C/12 nA или C/12 nA St.

## Оценка эффективности
В 1942 году началось постепенное перевооружение всех частей противотанковой артиллерии вермахта на Pak. 40, которое окончательно завершилось к началу 1943 года. Рапорты из советских танковых войск начала 1943 года подчёркивают, что основным калибром немецкой противотанковой артиллерии является 75 мм, а процент поражений меньшими калибрами таков, что его можно не принимать во внимание. Все попадания калибра 75 мм в Т-34 были признаны фатальными. Таким образом, Pak. 40 положила конец доминированию Т-34 на поле боя.
В 1942—1945 гг. орудие было эффективным средством против любого воевавшего среднего танка союзников, поэтому его производство продолжалось до самого конца Второй мировой войны. Надёжную защиту от его огня удалось реализовать только в танках ИС-2 и Т-44 (последний не принимал участия в боевых действиях). Что касается первого, то статистика по безвозвратно выведенным из строя ИС-2 была такова, что на долю калибра 75 мм приходилось 14 % потерь (остальное — калибр 88 мм и кумулятивные «Фаустпатроны»). У англичан таким танком был Черчилль; в США ими стали M26 «Першинг» и M4A3E2 Sherman Jumbo, которые были устойчивы к огню Pak. 40.
Противотанковая пушка Pak. 40 поставлялась союзникам Германии — Венгрии, Финляндии, Румынии, Болгарии и Словакии. С переходом четырёх последних в 1944 году в антигитлеровскую коалицию Pak. 40 в вооружённых силах этих стран использовались против немцев. Эти орудия состояли на вооружении их армий и после окончания Второй мировой войны. Также трофейные Pak. 40 активно использовались в Красной армии.

## Производство
Серийное производство удалось наладить в феврале 1942 года, когда выпустили 12 предсерийных и 3 серийных пушки. Ежемесячный выпуск орудий постепенно увеличивался: 195 в 1942, 730 в 1943 и 980 в 1944, пик пришелся на октябрь 1944 года — 1054 пушки (все буксируемые). Всего в нацистской Германии, по март 1945, выпустили 23 336 Pak. 40, из которых в буксируемом варианте было 20217 и 3119 орудий без нижнего станка для различных самоходных установок (использовано не менее 2760 пушек). Сколько орудий было выпущено в апреле 1945 и делались ли они вообще, неизвестно. Это было самое массовое орудие, выпускаемое на территории рейха. Стоимость одного орудия составляла 12 000 рейхсмарок.
Производство буксируемых орудий по годам было следующее:
| Производство 75-мм противотанковых пушек 7,5 cm Pak. 40 (по март) |           |           |              |         |              |
| Год                                                               | 1942      | 1943      | 1944         | 1945    | Всего        |
| Выпущено, шт.                                                     | 2126/1496 | 8740/7334 | 11 729/10937 | 741/495 | 23 336/20217 |

В числителе — всего, в знаменателе, в том числе буксируемые.
|      |     | 1   | 2   | 3   | 4   | 5   | 6   | 7   | 8     | 9     | 10    | 11   | 12  |       |
| ---- | --- | --- | --- | --- | --- | --- | --- | --- | ----- | ----- | ----- | ---- | --- | ----- |
| 1942 | Rad |     | 15* | 10  | 156 | 251 | 20  | 33  | 175** | 185** | 307** | 100  | 434 | 1496  |
| 1942 | Sfl |     |     |     |     |     | 73  | 143 | 175** | 185** | 307** | 190  | 34  | 760   |
| 1943 | Rad | 337 | 490 | 480 | 525 | 592 | 621 | 700 | 662   | 676   | 841   | 481  | 929 | 7334  |
| 1943 | Sfl | 163 | 61  | 130 | 126 | 108 | 130 | 100 | 188   | 124   | 109   | 164  | 3   | 1406  |
| 1944 | Rad | 893 | 785 | 871 | 909 | 948 | 966 | 930 | 730   | 918   | 1054  | 1025 | 908 | 10937 |
| 1944 | Sfl | 114 | 92  | 105 | 77  | 66  | 50  | 70  | 110   | 10    |       |      | 98  | 792   |
| 1945 | Rad | 102 | 270 | 123 | ?   |     |     |     |       |       |       |      |     | 741+  |
| 1945 | Sfl | 199 | 47  | 123 | ?   |     |     |     |       |       |       |      |     | 741+  |

*12 опытных и 3 серийных орудия
**347 Rad и 320 Sfl

## Боевое применение
Pak. 40 использовалась в подавляющем большинстве случаев как противотанковая пушка, стреляющая по своим целям прямой наводкой. По бронебойному действию Pak. 40 превосходила советское 76,2-мм дивизионное орудие ЗИС-3, это было вызвано разным предназначением орудий и соответственно более мощным пороховым зарядом в выстреле Pak. 40 — 2,7 кг (у выстрела ЗИС-3 — 1 кг). Однако Pak. 40 имела менее эффективные системы гашения отката, в результате чего при выстреле сильнее «зарывалась» сошниками в грунт, в результате чего сильно проигрывала ЗиС-3 в возможности быстро сменить позицию или перенести огонь.
Ближе к концу войны производству противотанковых орудий в нацистской Германии был присвоен один из наивысших приоритетов. Как следствие, в вермахте стала ощущаться нехватка гаубиц. В результате Pak. 40 стали применять для стрельбы с закрытых позиций по образцу дивизионной пушки ЗИС-3 в Красной армии. В этом решении было ещё одно преимущество — в случае глубокого прорыва и выхода танков к позициям немецкой артиллерии Pak. 40 вновь становилась противотанковой пушкой. Однако оценки масштабов боевого применения Pak. 40 в таком качестве очень противоречивы.
B 1943 году немецкая фирма Steyr представила вариант самоходного артиллерийского орудия под индексом RSO/Pak. 40, где на гусеничное шасси RSO устанавливалась пушка Pak. 40.
В начале 1945 года в Шибенике для Народно-освободительной армии Югославии были построены две противотанковых САУ на шасси танка «стюарт», на которые были установлены трофейные немецкие 75-мм противотанковые орудия Pak. 40
По завершении Второй мировой войны имевшиеся в большом количестве Pak. 40 были приняты на вооружение во Франции, где было налажено производство боеприпасов для них.
В период после 1959 года в составе Вьетнамской Народной армии были созданы несколько противотанковых артиллерийских дивизионов, вооруженных поставленными из СССР немецкими 75-мм противотанковыми орудиями Pak. 40.

## Применение в авиации
Облегчённый вариант пушки с питанием из магазина на 12 снарядов, именовавшийся BK 7,5 (Bordkanone), устанавливался на штурмовиках Henschel Hs. 129B-3 и Junkers Ju. 88P-1, а также планировался к выпуску в качестве комплекта для установки на одну из модификаций бомбардировщика He. 177 (He. 177A-3 / R5); на прототипе стояли пушки BK 5, переделанные из танковых пушек 5 cm Kw.K. 39 от Pz.Kpfw. III.

## Тактико-технические характеристики
- Калибр, мм: 75
- Длина ствола, клб: 46
- Длина с передком, м: 6,20
- Длина, м: 3,45
- Ширина, м: 2,00
- Высота, м: 1,25

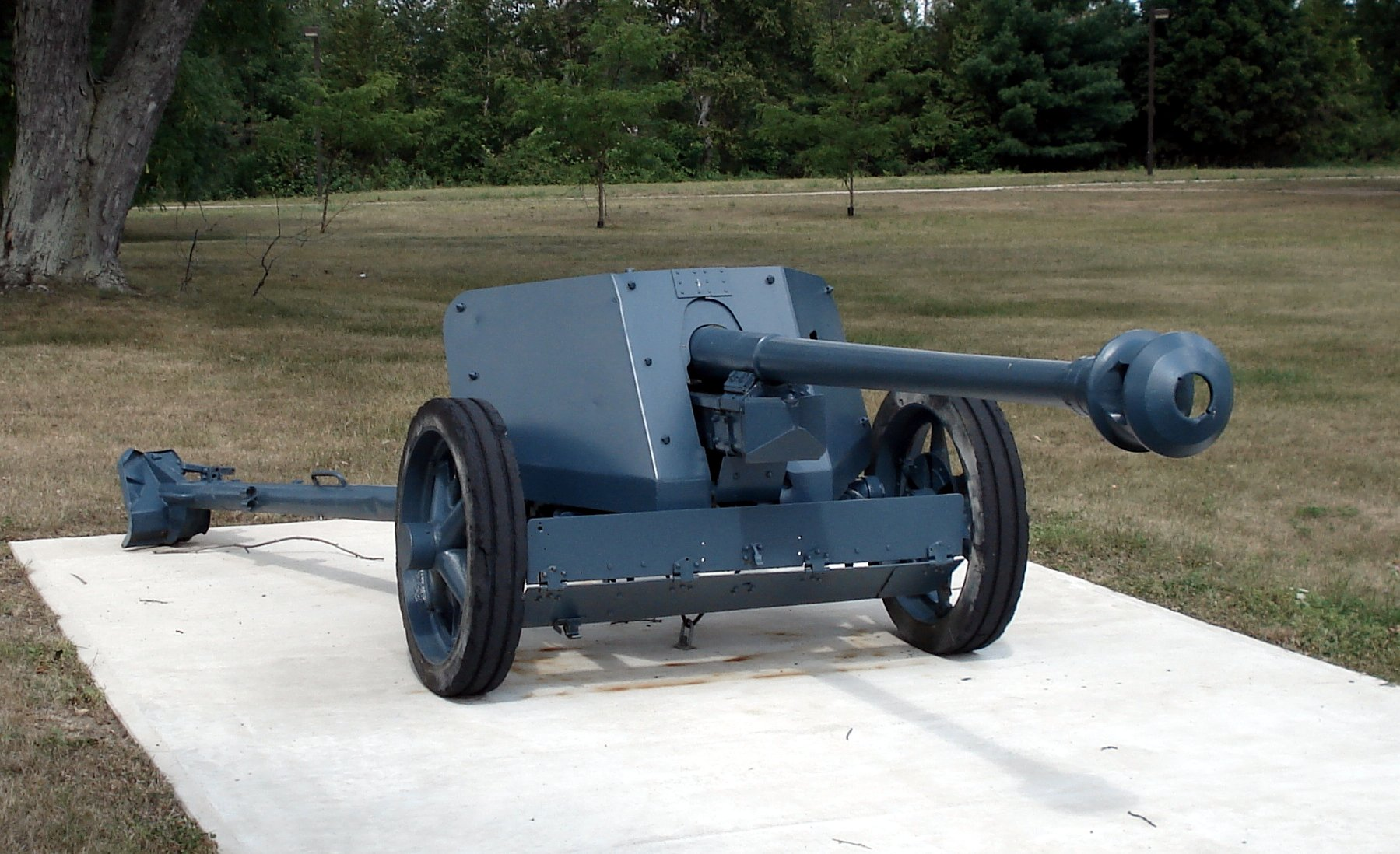
Pak. 40. Вид спереди

- Масса в боевом положении, кг: 1425
- Угол горизонтальной наводки: 65°
- Максимальный угол возвышения: +22°
- Минимальный угол склонения: −5°
- Темп огня, выстрелов в минуту: 14
- Дульная скорость снаряда, м/с:
  - 933 (подкалиберный бронебойный)
  - 792 (калиберный бронебойный)
  - 550 (осколочно-фугасный)
- Дальность прямого выстрела, м: 900—1300 (зависит от типа снаряда)
- Максимальная дальность стрельбы, м: 7678 (по другим данным, около 11,5 км)
- Масса снаряда, кг: от 3,18 до 6,8
- Бронепробиваемость
  - PzGr. 39 (калиберный); 6,8 кг; 792 (790[7], 770[10]) м/с
    - угол встречи 90°(750 м/с[11])
      - 100 м, 500 м, 1000 м, 1500 м
      - 106 мм, 96 мм, 85 мм, 74 мм

    - угол встречи 60°[7]
      - 100 м, 500 м, 1000 м, 1500 м
      - 106(99[10]) мм, 96 мм, 80 мм, 63(66[10]) мм

  - PzGr. 40 (подкалиберный); 4,1 кг; 933 (990[7][10]) м/с
    - угол встречи 90°
      - 100 м, 500 м, 1000 м, 1500 м
      - 154 мм, 133 мм, 115 мм, 98 мм

    - угол встречи 60°[7]
      - 100 м, 500 м, 1000 м, 1500 м
      - 143 мм, 120(108[10]) мм, 97 мм, 77 мм

## Оценка проекта
К 1941 году противотанковая артиллерия большинства стран мира была представлена пушками калибра 25-47 мм. Данные орудия успешно поражали легкобронированные танки 1930-х годов, но против новых хорошо защищённых машин — таких, как британская «Матильда», французский Char B1 и советские Т-34 и КВ — их эффективность была невысока, что привело к разработке более мощных противотанковых орудий. К 1941 году в СССР, Германии, Великобритании и США были разработаны противотанковые пушки калибра 50—75 мм, характеристики которых представлены в таблице.
| Тактико-технические характеристики противотанковых орудий калибра 50—75 мм          |                                           |                     |                |                           |                     |
| Характеристика                                                                      | ЗиС-2                                     | Pak. 38             | 6-pdr Mk.II    | M1                        | Pak. 40             |
| Страна                                                                              | Союз Советских Социалистических Республик | Нацистская Германия | Великобритания | Соединённые Штаты Америки | Нацистская Германия |
| Калибр, мм/длина ствола, клб.                                                       | 57/73                                     | 50/60               | 57/43          | 57/50                     | 75/46               |
| Масса в боевом положении, кг                                                        | 1050                                      | 930                 | 1150           | 1215                      | 1425                |
| Угол горизонтального наведения, °                                                   | 57                                        | 65                  | 90             | 90                        | 65                  |
| Масса калиберного бронебойного снаряда, кг                                          | 3,19                                      | 2,05                | 2,85           | 2,85                      | 6,8                 |
| Начальная скорость калиберного бронебойного снаряда, м/с                            | 990                                       | 823                 | 815            | 853                       | 792                 |
| Бронепробиваемость калиберным бронебойным снарядом под углом 60° на дистанции 500 м | 84                                        | 49                  | 51             | 78                        | 106                 |
| Коэффициент использования металла, кгм/кг                                           | 150                                       | 78                  | 84             | ?                         | 144                 |